# Alfonso de Aragón y Gazela, príncipe de Salerno

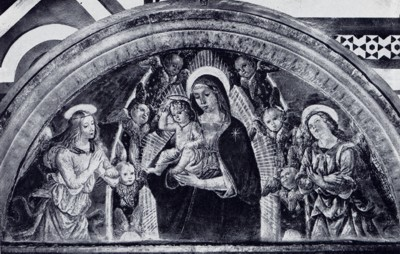
Lucrecia Borgia (izquierda) con Rodrigo (junto a Lucrecia) y Alfonso de Aragón (a la derecha) en 1500.

Alfonso de Aragón (Reino de Nápoles, 1481 - Roma, Estados Papales, 1500) fue duque de Bisceglie y príncipe de Salerno.

## Biografía
Alfonso de Aragón era el hijo natural del rey Alfonso II de Nápoles y su amante Trogia Gazzela.
Su hermana Sancha de Aragón y Gazela se casó con Jofré Borgia, príncipe de Squillace.

## Matrimonio e hijos
Alfonso se casó con Lucrecia Borgia el 21 de julio de 1498 en Roma. En febrero de 1499 se reporta que Lucrecia perdió al primer bebé que estaba esperando con Alfonso, sin embargo poco después se embarazó de nuevo y tuvieron a su hijo, Rodrigo de Aragón, el 1 de noviembre de 1499.
- Rodrigo de Aragón, duque de Bisceglie y Sermoneta (1499–1512). También conocido como "El Pequeño Rodrigo".

## Muerte[1]
El 15 de julio de 1500, Alfonso sufre un ataque en plena plaza de San Pedro por un grupo de cinco hombres. Se extiende el rumor por Roma de que se trata de la misma cuadrilla que asesinó a Juan Borgia y Alfonso asume que ha sido su cuñado César quien ha intentado asesinarlo. El 18 de agosto, atentará contra éste, disparándole una flecha a través de su ventana al verlo en su jardín. César, en represalia, envía a su guardia para que lo mate.
Lo más probable es que los que intentaran asesinar a Alfonso, en julio, actuaran por cuenta de los Orsini, dada la alianza de los enemigos de estos, los Colonna con la familia del joven esposo de Lucrecia Borgia.
Hay otras versiones (pues los libelos contra los Borgia fueron muy numerosos en aquella época y Pastor solo sigue uno de ellos) y tal vez la más probable es que Alfonso de Aragón fue atacado por unos sicarios (posiblemente pagados por el partido profrancés, enemigo del napolitano) al salir una noche fuera de su casa. Herido de suma gravedad en el pecho y en un hombro, fue dado por muerto. Sin embargo, sobrevivió y su esposa, que le amaba con pasión, le cuidó durante unas seis semanas, hasta que otro atentado finalmente le mató, al parecer por estrangulamiento. La historia de que el mismo Alfonso intentó matar con una flecha a César y que este envió sus hombres a darle un escarmiento que derivó en asesinato es lo bastante inverosímil como para dudar de ella.

## Filmografía
- 2013: es interpretado por el actor Alejandro Albarracín en la serie Borgia durante la segunda y la tercera temporada.
- 2012: es interpretado por el actor Sebastián de Souza en la serie de showtime The Borgias durante la segunda y la tercera y última temporada que concluye con su muerte.
- 2006: fue interpretado por el actor Giorgio Marchesi en la película Los Borgia dirigida por Antonio Hernández (España).
- 2003: fue interpretado por el bailarín Alexander Katsapov, en la obra "Lucrezia Borgia" en Praga.
- 1981: fue interpretado por el actor Ryan Michael, en la serie The Borgias filmada en Inglaterra e Italia.
- 1977: fue interpretado por el cantante Robert Allman, en la obra "Lucrezia Borgia" en La Scala.
- 1974: fue interpretado por el actor Fred Robsahm, en la película Lucrezia Giovane en Italia.
- 1953: fue interpretado por el actor Massimo Serato, en la película Lucrèce Borgia filmada en Francia.
- 1949: fue interpretado por el actor John Sutton, en la película Bride of Vengeance en los Estados Unidos.
- 1935: fue interpretado por el actor Max Michel, en la película Lucrèce Borgia dirigida por Abel Gance y filmada en Francia.
- 1922: fue interpretado por el actor Alfons Fryland, en la película Lucrezia Borgia en los Estados Unidos.